# Tauromaquia completa
Tauromachie complète, ou l'art de toréer en arène, tant à pied qu'à cheval
Tauromaquia completa, o sea el arte de torear en plaza, tanto a pie como a caballo (« Tauromachie complète, ou l'art de toréer en arène, tant à pied qu'à cheval ») est un traité de tauromachie de Francisco Montes « Paquiro », publié à Madrid en 1836.

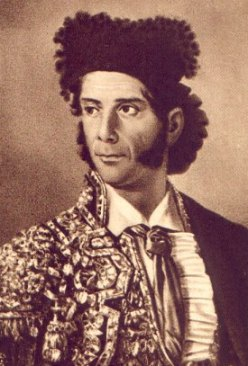
Portrait de Francisco Montes « Paquiro ».

Ce traité est connu pour avoir fixé les grandes règles de la corrida telle qu'on la pratique encore aujourd'hui.

## Titre complet
Le titre complet de l'ouvrage est : Tauromaquia completa, o sea El Arte de torear en plaza, tanto a pie como a caballo / escrita por el celebre lidiador Francisco Montes ; y dispuesta y corregida escrupulosamente por el editor. Va acompañada de un discurso histórico-apologético sobre las fiestas de toros, y de una tercera parte en que se proponen las mejoras que debería sufrir este espectáculo. Madrid, imprenta de D. José María Repulles, 1836,.
La traduction de ce long titre pourrait être : « Tauromachie complète, ou l'art de toréer en arène, tant à pied qu'à cheval : écrite par le célèbre combattant Francisco Montes, et disposée et corrigée scrupuleusement par l'éditeur. Accompagnée d'un discours historique et apologétique sur les fêtes taurines, et d'une troisième partie où l'on propose les améliorations qu'il faut apporter à ce spectacle. Madrid, imprimerie de D. José María Repulles, 1836 »
Le titre laisse entendre que le manuscrit a été laissé aux bons soins de l'éditeur, qui s'est chargé de l'ensemble des corrections et de la disposition finale de l'ouvrage.

## Auteur
Bien que tiré à peu d'exemplaires, l'ouvrage connaît un grand succès. D'ailleurs, six ans plus tard, en 1842, l'œuvre de Francisco Montes, est intégralement reprise par le journaliste Santos López Pelegrín (es) « Abenámar » dans sa Filosofía de los toros (« Philosophie des taureaux »), ce qui explique que pendant longtemps l'œuvre ait été attribuée non à son auteur, mais à celui qui l'avait copiée.
Le nom de Manuel Rancés Hidalgo, un médecin militaire de Cadix, a également été avancé à une certaine époque comme étant celui de l'auteur de la Tauromaquia completa.

## Contenu
Prologue
L'ouvrage commence par un prologue, attribué à l'éditeur, mais peut-être rédigé par Santos López Pelegrin, un ami de l'éditeur, José María Repulles, qui lui aurait confié la rédaction de ce prologue.
Glossaire
Puis vient un glossaire tauromachique disposé par ordre alphabétique, regroupant des termes et expressions « indispensables à la compréhension de cette œuvre » (Tabla alfabética de algunas voces y frases cuyo conocimiento es indispensable para la inteligencia de esta obra).
Discours historique et apologétique
Puis vient un « Discours historique et apologétique des fiestas de taureaux » (Discurso histórico-apologético de las fiestas de toros). Il s'agit ici d'une œuvre originale, qui ne doit rien aux nombreuses apologies taurines de l'époque, même si la partie historique semble refléter l'influence de Moratín. 
L'art de toréer
Vient enfin la partie principale, el arte de torear, qui se compose elle-même de trois parties, la première sur l'art de toréer à pied, la seconde sur l'art de toréer à cheval, et enfin la troisième, qui traite des améliorations à apporter au spectacle.